# Classic Hits
Classic Hits (inicialmente Classic Pan) foi uma rede de rádios brasileira com sede no município de São Paulo, capital do estado homônimo. Parte do Grupo Jovem Pan, a rede de rádios foi fundada em 2007. Sua programação tinha formato adulto-contemporâneo.

## História
O primeiro passo para a implantação do novo projeto do Grupo Jovem Pan foi realizado em Santos quando, no início dos anos 2000, a frequência 98.1 MHz passou a usar a marca Classic Pan e uma programação com estilo adulto-contemporâneo, similar a outras emissoras do gênero, como a Antena 1. Controlada pelo Grupo Mussicom Brasil, esta Classic Pan saiu do ar em 2001 para a entrada da Mix FM, outro projeto de rede que não transmitia via satélite. Atualmente, a controladora opera na frequência a Hot 98 FM Unimes.
Seis anos depois, em 2007, a Jovem Pan retoma os trabalhos da rede Classic Pan e confirma sua transmissão para quatro ou cinco praças, inicialmente sem planos para transmitir em sua cidade-sede São Paulo. Santos, em São Paulo, e Maringá, no Paraná, foram as primeiras afiliadas inauguradas pela rede, sendo a primeira em 23 de agosto e a segunda no dia 27.
Em março de 2009, a Classic Pan passa a se chamar Classic Hits, para evitar possível choque com as emissoras das cidades que tem afiliadas da Jovem Pan 2. No mesmo ano, a Classic Hits inaugurou sua frequência própria, localizada na cidade de Águas Lindas de Goiás, no entorno do Distrito Federal. Inicialmente operando em 91.3 MHz, a emissora logo foi remanejada para 107.9 MHz para aumento de potência. Mas suas instabilidades de sinal levou a emissora a ser substituída duas vezes pela repetição da Jovem Pan Brasil.
O fim da rede ocorreu gradativamente, quando todas as afiliadas restantes substituíram a emissora por outros projetos. A última afiliada, a Classic Hits de Cubatão deixou a rede em 2013 e colocou em seu lugar a Kiss FM. Após o encerramento, a Classic Pan se tornou marca de um dos canais de áudio presentes no site oficial da Jovem Pan. Em 2023, a marca Classic Pan foi resgatada para um novo projeto de rádio da Jovem Pan em São Paulo, com a mesma segmentação e um curto projeto de rede.

## Emissoras
| Emissora     | Cidade                   | UF | Frequência   | Situação/afiliação atual                      | Período de afiliação |
| ------------ | ------------------------ | -- | ------------ | --------------------------------------------- | -------------------- |
| Classic Hits | Cubatão                  | SP | FM 103.7 MHz | Hoje Hits FM                                  | 2007-2013            |
| Classic Hits | Tiradentes               | MG | FM 104.3 MHz | Hoje Tiradentes FM                            | 2011                 |
| Classic Hits | Águas Lindas de Goiás    | GO | FM 107.9 MHz | Hoje Feliz FM                                 | 2009-2010            |
| Classic Hits | Foz do Iguaçu            | PR | FM 91.1 MHz  | Hoje Mix FM Foz do Iguaçu, afiliada à Mix FM  | 2008-2011            |
| Classic Hits | Camocim de São Félix     | PE | FM 99.3 MHz  | Hoje Band FM Caruaru, afiliada à Band FM      | 2008-2011            |
| Classic Hits | Ibirá                    | SP | FM 106.3 MHz | Rádio Deus É Amor                             | 2009-2011            |
| Classic Hits | Espírito Santo do Pinhal | SP | FM 88.1 MHz  | Hoje Clube FM Mogi Guaçu, Afiliada à Clube FM | 2008-2011            |
| Classic Pan  | Maringá                  | PR | FM 104.3 MHz | Rede Aleluia                                  | 2007-2008            |